# Deoxyribozym
Deoxyribozymer, også kaldet DNA-enzymer, DNAzymer eller katalytisk DNA, er DNA-oligonukleotider, som er i stand til at foretage en specifik kemisk reaktion, ofte, men ikke altid, katalytisk. Dette har en vis lighed med andre biologiske enzymer, såsom proteiner eller ribozymer (enzyme bestående af composed RNA).
Men i modsætning til den rigelige mængde proteinenzymer i biologiske systemer, og opdagelsen af biologiske ribozymer i 1980'erne,
findes der ingen kendte naturligt forekommende deoxyribozymer.
Deoxyribozymer bør ikke forveksles med DNA-aptamerer, som er oligonukleotider, der binder selektivt til en bestemt ligand, men ikke katalyserer en efterfølgende kemisk reaktion.

## Fodnoter
1. ↑  Breaker, Ronald R. (maj 1997). "DNA enzymes". Nature Biotechnology. 15 (5): 427-431. doi:10.1038/nbt0597-427. PMID 9131619.
2. ↑  Kruger, Kelly; Grabowski, Paula J.; Zaug, Arthur J.; Sands, Julie; Gottschling, Daniel E.; Cech, Thomas R. (november 1982). "Self-splicing RNA: Autoexcision and autocyclization of the ribosomal RNA intervening sequence of tetrahymena". Cell. 31 (1): 147-157. doi:10.1016/0092-8674(82)90414-7. ISSN 0092-8674. PMID 6297745. Arkiveret fra originalen 24. september 2015. Hentet 2015-07-10.
3. ↑  Guerrier-Takada, Cecilia; Gardiner, Katheleen; Marsh, Terry; Pace, Norman; Altman, Sidney (december 1983). "The RNA moiety of ribonuclease P is the catalytic subunit of the enzyme". Cell. 35 (3, Part 2): 849-857. doi:10.1016/0092-8674(83)90117-4. ISSN 0092-8674. PMID 6197186. Arkiveret fra originalen 24. september 2015. Hentet 2015-07-10.
4. ↑  Breaker, Ronald R.; Joyce, Gerald F. (2014-09-18). "The Expanding View of RNA and DNA Function". Chemistry & Biology. 21 (9): 1059-1065. doi:10.1016/j.chembiol.2014.07.008. ISSN 1074-5521. Arkiveret fra originalen 24. september 2015. Hentet 2015-07-09.

| Kemi | Spire Denne artikel om kemi er en spire som bør udbygges. Du er velkommen til at hjælpe Wikipedia ved at udvide den. |